# Телебашня
Телебашня — антенно-мачтовое сооружение в виде башни, на которой устанавливаются антенны телевизионной передающей станции. Как правило, на ней же располагаются антенны УКВ-радиовещания и антенны линий радиорелейной связи. Прообразом телебашни послужили Эйфелева башня в Париже и Шуховская башня в Москве; с началом развития телевидения эти башни в 1930-х гг. были превращены в телевизионные.
Если устойчивость башни обеспечивается в основном за счёт оттяжек, то такая башня называется мачтой.
Зона уверенного приёма телевизионных и радиовещательных сигналов зависит от высоты подвеса передающих антенн на телебашне, поэтому их строят по возможности большой высоты и размещают на самых высоких точках местности. Также зона зависит от мощности передатчиков, поэтому крупные телецентры потребляют большое количество электроэнергии. Большая пропускная мощность передающих кабелей (фидеров) также приводит к повышенной возможности возникновения пожаров, которые вследствие высоты и специфичности конструкции являются крайне сложными для тушения.
Так как телебашни являются, как правило, наиболее высокими строениями на местности, они часто оборудованы обзорными площадками.
Первая в мире железобетонная телебашня была построена в Штутгарте в 1956 году. Телебашня Штутгарта стала прототипом многих башен этого типа по всему миру. До появления телевидения «телебашнями» называли вышки для наблюдения за противником или определённой территорией (сторожевые, смотровые башни), иногда также маяки.
Самой высокой телебашней в мире является Небесное дерево Токио (634 м, 2008—2011 год), самой высокой в России — Останкинская телебашня (540 м, 1967 год). Крупные телебашни являются одними из символов городов, в которых они установлены, и привлекают большое количество туристов.
С развитием индивидуальных приёмников спутникового вещания и кабельного телевидения практическая значимость телебашен в значительной мере снизилась.

## Зона уверенного приёма телевизионного сигнала
Теоретическая зона уверенного приёма телевизионного сигнала (а также сигнала УКВ-радиостанции, УКВ CCIR и УКВ OIRT) определяется расстоянием прямой видимости передающей антенны из точки установки приёмной антенны.
Ультракороткие волны, подобно свету, распространяются прямолинейно, не огибают земную поверхность и не отражаются ионосферой, в отличие от коротких волн.
Считая в первом приближении, что Земля имеет сферическую форму с радиусом около 6370 километров, можно вывести формулу для определения максимальной дальности, соответствующей прямой видимости:
{\displaystyle D=3,57({\sqrt {H}}+{\sqrt {h}})}, где

{\displaystyle D} — максимальная дальность прямой видимости, км;

{\displaystyle H} — высота передающей антенны, м;

{\displaystyle h} — высота приёмной антенны, м.
Данная формула не учитывает рельеф местности, предполагается, что антенны установлены на идеально ровной поверхности нашей планеты.
Предположим, что передающая антенна находится на высоте 200 метров, а приёмная — на высоте 10 метров. Тогда телевизионный приём теоретически возможен на расстоянии
{\displaystyle D=3,57({\sqrt {200}}+{\sqrt {10}})=3,57(14,14+3,16)=61,76} километров.
Предположим, что передающие антенны ретранслятора находятся на высоте 50 метров, а приёмная антенна — на крыше сельского дома (6 метров), тогда
{\displaystyle D=3,57({\sqrt {50}}+{\sqrt {6}})=3,57(7,07+2,44)=33,95} километров.
Однако не следует забывать, что всё-таки имеют место явления дифракции и рефракции, в том числе и для радиоволн УКВ-диапазона (приёмная антенна попадает в зону полутени, где всё-таки возможен приём радиосигнала); напряжённость электромагнитного поля с увеличением расстояния от передающей антенны снижается; также наблюдается затухание радиосигнала в атмосфере и в коаксиальном антенном кабеле, приёмная антенна может иметь небольшой коэффициент усиления, имеют место и другие отрицательно действующие факторы.